# The Crowstarver
The Crowstarver ist ein Jugendroman des englischen Kinderbuchautors Dick King-Smith, der 1998 beim Verlag Doubleday veröffentlicht wurde.

## Inhalt
Der Schäfer Tom Sparrow ist einer von mehreren Angestellten, die allesamt auf einer großen englischen Outoverdown Farm arbeiten, die dem Grundbesitzer Major Yorke gehört. Eines Nachts wird ein wenige Tage altes Baby im Schafstall mit der Notiz ‚Bitte retten Sie dieses Lamm‘ abgelegt. Tom und seine Frau Kathie, die selber keine Kinder bekommen haben, kümmern sich daraufhin liebevoll um das Findelkind, dem sie den Namen John Joseph geben. Da sich der heranwachsende Kleine lange Zeit nur auf allen Vieren fortbewegt, erhält er den Spitznamen Spider. Schon bald zeigt sich, dass der Junge nicht nur körperlich, sondern auch geistig zurückgeblieben ist. Als er sechs Jahre alt ist, besteht sein Wortschatz nur aus wenigen Wörtern und die Schule sieht sich außer Stande, ihn zu unterrichten.
Spider besitzt jedoch ein ganz spezielles Talent: Er kann Tierlaute perfekt nachahmen und Tiere reagieren instinktiv völlig ohne Scheu auf den Jungen. Um Spider auf der Farm zu beschäftigen, bekommt er die einfache Aufgabe, auf den frisch ausgesäten Feldern die Krähen zu verscheuchen. Er liebt diese Tätigkeit, weil sie ihm die Möglichkeit bietet, immer wieder neue Tiere kennen zu lernen. Er freundet sich mit einem Fuchs an und beobachtet mit Hingabe die Fischotter sowie Vögel und Hasen.
Als Großbritannien im Zweiten Weltkrieg Deutschland den Krieg erklärt, verändert dies das Leben auf der Farm nur wenig: Einer der jüngeren Angestellten fällt im Kampf, der Sohn von Major Yorke wird Kriegsgefangener und eines Tages wird ein deutsches Flugzeug abgeschossen und muss auf einem der Felder der Outoverdown Farm notlanden. Ansonst verlaufen die Tage wie eh und je.
Als Major Yorke, ein Pferdenarr, von einer Rodeo-Show mehrere Pferde, die nicht nach Amerika zurückgeschifft werden, aufkauft, ist Spider der einzige, der die wilden Tiere zähmen kann. Zum Dank erhält er von Major Yorke einen Hundewelpen, der schon bald mit Spider ein unzertrennliches Paar bildet. Mit einem Taschenmesser, das Spider zu seinem Geburtstag geschenkt bekommen hat, zeigt sich noch ein weiteres Talent des mittlerweile 14-Jährigen: Er lernt sehr rasch, Tiere naturgetreu aus Holz zu schnitzen.
Spider, der sich seiner eingeschränkten Fähigkeiten nicht bewusst ist, ist rundum zufrieden: Er liebt seine Adoptiveltern, die vielen Tiere und die einfachen Arbeiten und er genießt das Leben auf der Farm. Doch als er eines Tages krank wird, stellt der herbeigerufene Arzt fest, dass Spider ein angeborenes Herzleiden hat, an dem er wenige Monate später als 16-Jähriger stirbt. Tom und Kathie trösten sich damit, dass ihr Adoptivsohn zwar nur ein kurzes, dafür umso glücklicheres Leben gehabt hat.

## Rezeption
Nicholas Tucker schreibt in seiner Buchrezension: „Dick King-Smith, der selber Landwirt war, beschreibt in dieser schönen, bewegenden Geschichte ein Landleben, wie er es vor vielen Jahren kannte. Tom ist Schäfer, andere Protagonisten reparieren Zäune, schneiden Disteln, pflügen Felder mit Pferden und helfen bei der Ernte. Manchmal passieren seltsame Dinge, im Krieg stürzt zum Beispiel einmal ein deutsches Flugzeug ab, aber sonst stört wenig die Harmonie eines heute sehr fern wirkenden Lebensstils. Spider passt gut in dieses nostalgische Muster und wäre mit den heutigen Zuständen sicher nicht zurechtgekommen. Sein Leben war kurz, aber er genoss es stets in vollen Zügen – so wie man als Leser diese Geschichte genießen kann.“ Linda L. Plevak schreibt im School Library Journal: „Der Autor nimmt die einfache Aufgabe des Jungen, Krähen zu verscheuchen, als Basis der Geschichte und webt Spiders Begegnungen mit Tieren, die Menschen, die in seinem Dorf leben, und die Auswirkungen des Krieges ein. Der durchgängige britische Dialekt vermittelt den Lesern ein echtes Gefühl für Ort und Zeit. Kinder werden Spider ins Herz schließen und an seinen Triumphen und Tragödien teilhaben. Jedes Kapitel beginnt mit kleinen, schwarz-weißen Strichzeichnungen. Eine herzerwärmende Geschichte mit einprägsamen Charakteren.“ Das Literatur-Magazin Carousel befindet über den Roman: „Dieses Buch enthält alles, was gut ist, wenn man für Kinder schreibt: Es ist ein Buch voll Liebe, des Vertrauens und des Staunens, das Erwachsenen und jungen Menschen gleichermaßen zu empfehlen ist.“

## Hintergrund
Dick King-Smith kam erst mit Mitte Fünfzig zum Schreiben seiner Bücher, davor war er 20 Jahre lang Landwirt in Gloucestershire. Viele seiner Geschichten, so wie auch The Crowstarver,  sind von den Erfahrungen dieser Tätigkeit inspiriert.

## Auszeichnungen
The Crowstarver erhielt 1998 den Nestlé Children’s Book Prize in Bronze.

## Referenzen
The Crowstarver ist in dem literarischen Nachschlagewerk 1001 Kinder- und Jugendbücher – Lies uns, bevor Du erwachsen bist! für die Altersstufe 12+ Jahre enthalten.

## Ausgaben
- The Crowstarver. Doubleday, UK 1998 (englisch).